# Johan August Carlson
Johan August Carlson, oftast skrivet J. Aug. Carlson, född 19 november 1860 i Vrigstads församling, Jönköpings län, död 16 november 1948 i Nässjö församling i samma län, var en svensk industriman.
Efter studier i Jönköping kom Johan August Carlson först till den anrika Hagafors Stolfabrik och sedan – år 1884 – till Nässjö Stolfabrik där han först var verkmästare och bokhållare. "J A Carlson såg kvalitet som det viktigaste för fortbestånd och framgång – och detta kom att bli företagets främsta goodwill allt framgent", skriver Föreningen Pinnstolen på sin webbplats. Så småningom blev han disponent vid nämnda företag och var med några kortare avbrott verksam fram till 80 års ålder på denna post. Sonen John Martins efterträdde honom som disponent för stolfabriken.
Han blev tidigt engagerad inom nykterhetsrörelsen och var ansvarig utgivare för den då nykterhetsprofilerade Smålands-Tidningen från dess bildande 1899 tills Martin Karlgren köpte tidningen 1901. Han var politiskt engagerad och satt under ett stort antal år i Nässjö stadsfullmäktige.
Johan August Carlson gifte sig första gången 1885 med Fredrika Klasdotter (1859–1927) och andra gången 1928 med Teresia Carlsson (1885–1953) som tillsammans med en son tog namnet Arnelund. Han hade fem barn i första äktenskapet: Edit Sofia (1886–1971), Rut Karolina Elisabet (1889–1975), Klas Johan "John" Martin (1893–1976), Knut Fredrik August (1895–1981) och Hans Anders Emanuel (1897–1898). I andra äktenskapet fick han sonen Hans Arnelund (1929–2004).